# I'm a Believer
I'm a Believer was de tweede single van de Amerikaanse band The Monkees. De single, een nummer geschreven door Neil Diamond, werd in Nederland een nummer 1-hit in zowel de Nederlandse Top 40 op Radio Veronica als de Parool Top 20 op Hilversum 3. In de sinds december 1999 jaarlijks uitgezonden NPO Radio 2 Top 2000 van de Nederlandse publieke radiozender NPO Radio 2 bereikte de plaat in 2004 de hoogste positie. In 2001 werd de plaat in twee versies gecoverd voor de film Shrek, namelijk door de band Smash Mouth en door stemacteur Eddie Murphy.

## Hitnoteringen

### Nederlandse Top 40
| "I'm a Believer" in de Nederlandse Top 40 - binnen 31-12-1966 | "I'm a Believer" in de Nederlandse Top 40 - binnen 31-12-1966 | "I'm a Believer" in de Nederlandse Top 40 - binnen 31-12-1966 | "I'm a Believer" in de Nederlandse Top 40 - binnen 31-12-1966 | "I'm a Believer" in de Nederlandse Top 40 - binnen 31-12-1966 | "I'm a Believer" in de Nederlandse Top 40 - binnen 31-12-1966 | "I'm a Believer" in de Nederlandse Top 40 - binnen 31-12-1966 | "I'm a Believer" in de Nederlandse Top 40 - binnen 31-12-1966 | "I'm a Believer" in de Nederlandse Top 40 - binnen 31-12-1966 | "I'm a Believer" in de Nederlandse Top 40 - binnen 31-12-1966 | "I'm a Believer" in de Nederlandse Top 40 - binnen 31-12-1966 | "I'm a Believer" in de Nederlandse Top 40 - binnen 31-12-1966 | "I'm a Believer" in de Nederlandse Top 40 - binnen 31-12-1966 | "I'm a Believer" in de Nederlandse Top 40 - binnen 31-12-1966 | "I'm a Believer" in de Nederlandse Top 40 - binnen 31-12-1966 | "I'm a Believer" in de Nederlandse Top 40 - binnen 31-12-1966 | "I'm a Believer" in de Nederlandse Top 40 - binnen 31-12-1966 | "I'm a Believer" in de Nederlandse Top 40 - binnen 31-12-1966 | "I'm a Believer" in de Nederlandse Top 40 - binnen 31-12-1966 |
| Week:                                                         | 1                                                             | 2                                                             | 3                                                             | 4                                                             | 5                                                             | 6                                                             | 7                                                             | 8                                                             | 9                                                             | 10                                                            | 11                                                            | 12                                                            | 13                                                            | 14                                                            | 15                                                            | 16                                                            | 17                                                            |                                                               |
| ------------------------------------------------------------- | ------------------------------------------------------------- | ------------------------------------------------------------- | ------------------------------------------------------------- | ------------------------------------------------------------- | ------------------------------------------------------------- | ------------------------------------------------------------- | ------------------------------------------------------------- | ------------------------------------------------------------- | ------------------------------------------------------------- | ------------------------------------------------------------- | ------------------------------------------------------------- | ------------------------------------------------------------- | ------------------------------------------------------------- | ------------------------------------------------------------- | ------------------------------------------------------------- | ------------------------------------------------------------- | ------------------------------------------------------------- | ------------------------------------------------------------- |
| Positie:                                                      | 22                                                            | 7                                                             | 3                                                             | 1                                                             | 1                                                             | 1                                                             | 2                                                             | 3                                                             | 3                                                             | 5                                                             | 5                                                             | 8                                                             | 10                                                            | 12                                                            | 20                                                            | 33                                                            | 38                                                            | uit                                                           |

### Parool Top 20
| Positie: | 15 | 8 | 1 | 1 | 1 | 1 | 2 | 2 | 2 | 3 | 5 | 7 | 8 | 11 | 19 | uit |

### NPO Radio 2 Top 2000
| Nummers met noteringen in de NPO Radio 2 Top 2000 | '99 | '00  | '01  | '02  | '03 | '04 | '05  | '06 | '07  | '08  | '09  | '10  | '11  | '12  | '13  | '14  | '15  | '16  | '17  | '18  | '19  | '20  | '21  | '22  | '23  |
| ------------------------------------------------- | --- | ---- | ---- | ---- | --- | --- | ---- | --- | ---- | ---- | ---- | ---- | ---- | ---- | ---- | ---- | ---- | ---- | ---- | ---- | ---- | ---- | ---- | ---- | ---- |
| I'm a Believer (The Monkees)                      | 918 | 1719 | 1313 | 1508 | 817 | 755 | 1256 | 947 | 1278 | 1010 | 1194 | 1143 | 1191 | 1200 | 1222 | 1735 | 1584 | 1486 | 1607 | 1568 | 1565 | 1552 | 1548 | 1842 | 1809 |
| I'm a Believer (Neil Diamond)                     | -   | 1727 | -    | -    | -   | -   | -    | -   | -    | -    | -    | -    | -    | -    | -    | -    | -    | -    | -    | -    | -    | -    | -    | -    | -    |

1. ↑  Een '-' betekent dat het nummer niet was genoteerd en een vetgedrukt getal geeft de hoogste notering van een nummer aan.
2. ↑  Deze tabel is bijgewerkt tot en met de laatste editie (2024).